# Phryganea parschlugiana
Phryganea parschlugiana is een fossiele soort schietmot uit de familie Phryganeidae.